# Guerra tra Fatimidi e Crociati
La guerra con il fatimide Egitto iniziò quando la Prima crociata invase il territorio fatimide ed iniziò l'Assedio di Gerusalemme nel 1099, in poco tempo la città fu conquistata e la guerra tra il neonato Regno di Gerusalemme e l'Egitto fatimide continuò fino a quando Saladino divenne l'effettivo governante dell'Egitto, nel 1169.

## Gerusalemme
L'Egitto fatimide aveva appena conquistato Gerusalemme togliendola ai Selgiuchidi quando la Prima crociata comparve dal nord.
Il 15 luglio 1099 i Crociati assaltarono con successo la città e, in un orribile massacro, assassinarono migliaia di civili musulmani, giudei e persino cristiani ortodossi, neppure le donne ed i bambini furono risparmiati.
Con la vittoria alla battaglia di Ascalona del 1099 i Crociati respinsero un primo tentativo dei Fatimidi di recuperare la città santa.
Nondimeno gli Egiziani riuscirono a mantenere il controllo dell'importante fortezza, che servì come punto di lancio per le incursioni nel Regno di Gerusalemme fino al 1153, quando cadde in mano ai crociati.

## Contrattacco dei Fatimidi
Il valente vizir dell'Egitto, al-Afdal Shahanshah organizzò una serie di invasioni "quasi ogni anno" contro il Regno crociato, dal 1100 al 1107.
Gli eserciti egiziani combatterono tre importanti battaglie a Ramla nel 1101, 1102 e 1105, ma queste furono, in ultima analisi, infruttuose.
Dopo di ciò, il vizir si accontentò di lanciare frequenti incursioni nel territorio dei crociati dalla sua fortezza costiera di Ascalona; nel 1121 al-Afdal fu assassinato.
Il nuovo vizir, al-Ma'mun organizzò una grande invasione delle terre dei Crociati, ma fu sconfitto alla battaglia di Yibneh nel 1123.
Per proteggersi dalle incursioni da Ascalona, i crociati cominciarono a circondare lo strategico porto con un anello di castelli:
tra il 1136 ed il 1149 furono costruite le piazzeforti di Ibelin (Yibneh) 32 chilometri a nordovest di Ascalona, Blanchegarde (Tell al-Safi) 24 chilometri a est-nordest, Gibelin (Bait Jibrin) 29 chilometri ad est, e Gaza 19 chilometri a sud-sudovest.

## Indebolimento dei Fatimidi
Dopo la caduta di Ascalona l'Egitto cessò di essere una minaccia per gli Stati Crociati fino all'ascesa di Saladino.
Il regime fatimide si frantumò in fazioni in guerra.
Dal 1163 al 1169 l'Egitto divenne la posta di una lotta tra il re Amalrico I di Gerusalemme ed il siriano Norandino, poiché le fazioni fatimidi invitavano una parte o l'altra ad intervenire nella loro guerra civile.
Nel 1169 il generale di Norandino, Shirkuh, conquistò Il Cairo per l'ultima volta e si proclamò governante dell'Egitto, ma morì improvvisamente due mesi più tardi e Norandino nominò successore il giovane nipote di Shirkuh, Saladino.
Seguendo la volontà del suo signore Saladino represse spietatamente lo sciismo in Egitto, che era fiorito sotto i Fatimidi.
Invece di agire come vassallo di Norandino, però, Saladino si preoccupò di consolidare il potere nelle proprie mani;
egli depose l'ultimo califfo fatimide nel 1171.

## Eserciti crociati
Un tipico esercito crociato consisteva in un nocciolo duro di cavalieri in corazza di maglia, montati su grandi cavalcature, armati di lancia e spada; questi erano spalleggiati da una più numerosa fanteria, armata con archi e lance.
La carica della cavalleria crociata sviluppava una tremenda forza d'urto.
Con una piccola iperbole, la storica bizantina contemporanea Anna Comnena osserva che un crociato a cavallo avrebbe "fatto un buco attraverso le mura di Babilonia."
I cavalieri a volte erano accompagnati da scudieri a cavallo o da turcopoli con armi meno pesanti.
La cavalleria crociata era la principale forza offensive in battaglia ma "sarebbe stata assolutamente inutile senza il supporto della fanteria."
Spesso, la fanteria iniziava la battaglia con una gragnola di frecce, con i cavalieri alle spalle.
Quando si intravedeva un'opportunità di successo per una carica, la fanteria apriva i suoi ranghi per permettere ai cavalieri in maglia d'acciaio di avanzare.
Se i cavalieri subivano un rovescio potevano rientrare dietro i fanti latini.
La fanteria crociata aveva una considerevole capacità difensiva ma non poteva resistere a lungo se non supportata dalla sua cavalleria pesante.

## Eserciti fatimidi
Gli eserciti egiziani dell'epoca si basava su masse di arcieri sudanesi appoggiati da cavalleria araba e berbera.
Siccome gli arcieri erano a piedi ed i cavalieri aspettavano per attaccare con lance e spade, un esercito egiziano costituiva esattamente il tipo di bersaglio immobile che la cavalleria pesante crociata eccelleva nell'attaccare.
Ad eccezione della terza battaglia di Ramla, nel 1105, quando Toghtigin di Damasco inviò un contingente di turchi selgiuchidi per aiutare gli egiziani, i Fatimidi non usarono arcieri a cavallo.
Se da una parte i Crociati svilupparono un salutare rispetto per le tattiche - rapidi attacchi e ritirate ed accerchiamento - degli arcieri a cavallo turchi, dall'altra essi tendevano a sottovalutare l'efficacia degli eserciti egiziani.
Anche se l'eccesso di confidenza condusse i Crociati al disastro della seconda battaglia di Ramla, il risultato più frequente fu la sconfitta dei Fatimidi.
"Fino al regno del Saladino i cristiani non temettero mai gli egiziani come invece temevano gli eserciti provenienti dalla Siria e dalla Mesopotamia musulmane."